# Piatra Neamț
Piatra Neamț (wym. ['pja.tra 'něamʦ], węg. Karácsonkő) to miasto w północnej Rumunii, stolica okręgu Neamț. W 2021 roku liczyło 77 650 mieszkańców.

## Geografia
Piatra Neamț leży w dolinie Bystrzycy. Otoczone jest przez góry: Pietricica (590 m), Cozla (679 m), Cernegura (852 m), Bâtca Doamnei (462 m) i Cârloman (617 m). Średnia wysokość miasta wynosi 345 metrów. Leży około 350 km na północ od Bukaresztu.

## Gospodarka
W mieście rozwinął się przemysł drzewny, celulozowo-papierniczy, chemiczny, maszynowy, włókienniczy oraz spożywczy.
W mieście jest stacja kolejowa Piatra Neamț.

## Demografia
Według spisu z 2002 r. miasto Piatra Neamț liczyło 104 914 mieszkańców. Skład etniczny według spisu z 2002 roku:
- Rumuni: 102 906 (98,08%)
- Romowie: 1364 (1,30%)
- Rosjanie: 173 (0,16%)
- Węgrzy: 148 (0,14%)

## Sport
W mieście znajduje się siedziba klubu piłkarskiego Ceahlăul Piatra Neamț, grającego w I lidze rumuńskiej.

## Miasta partnerskie
| - Lod, Izrael - Bergama, Turcja - Alpharetta, Stany Zjednoczone - Roanne, Francja | - Orgiejów, Mołdawia - Kirjat Malachi, Izrael - Beinasco, Włochy - Riorges, Francja | - Hliboka, Ukraina - Malaga, Hiszpania - Mably, Francja - Villerest, Francja |

## Galeria

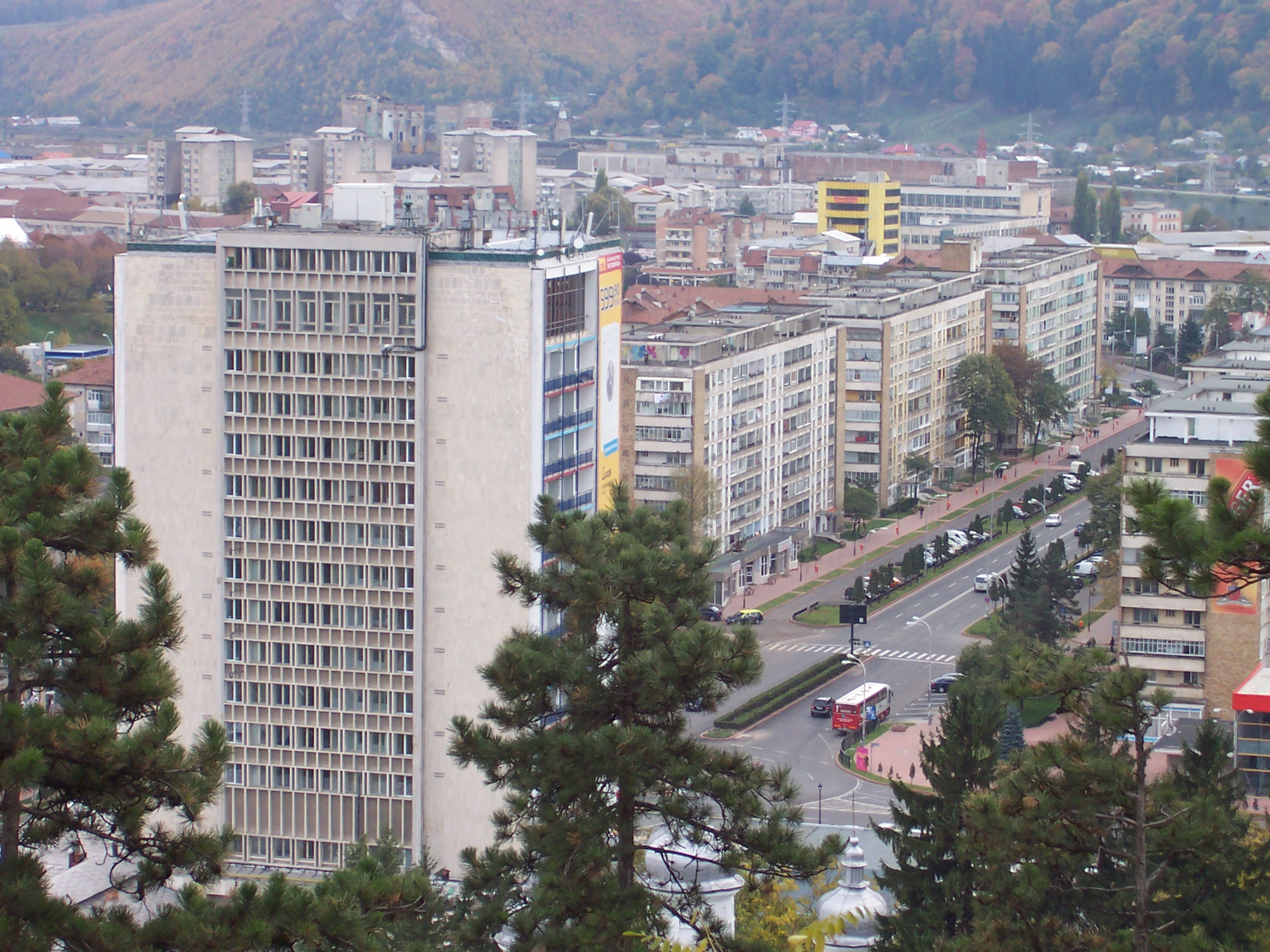
Jedna z głównych ulic w Piatra Neamț
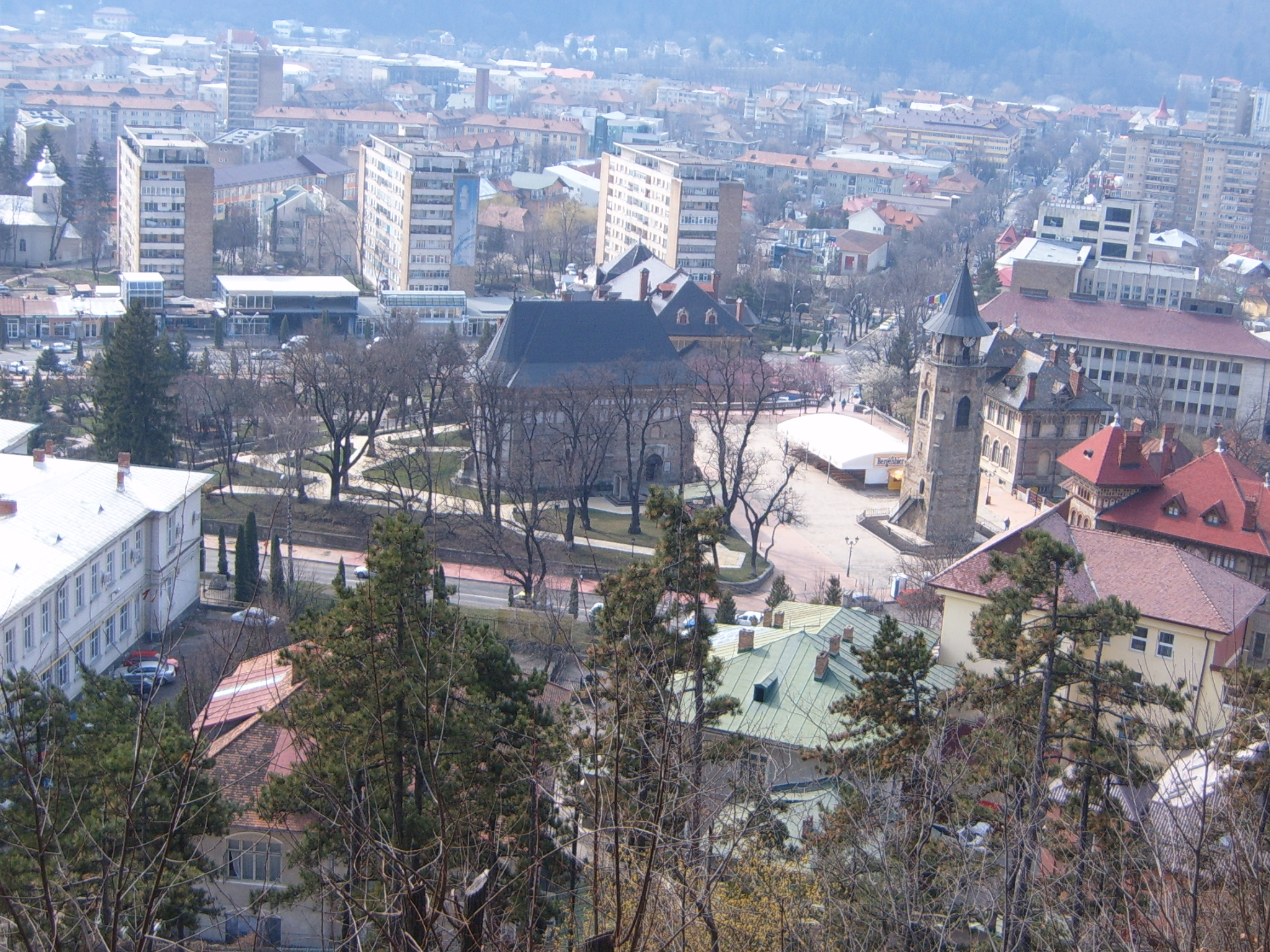
Piatra Neamț
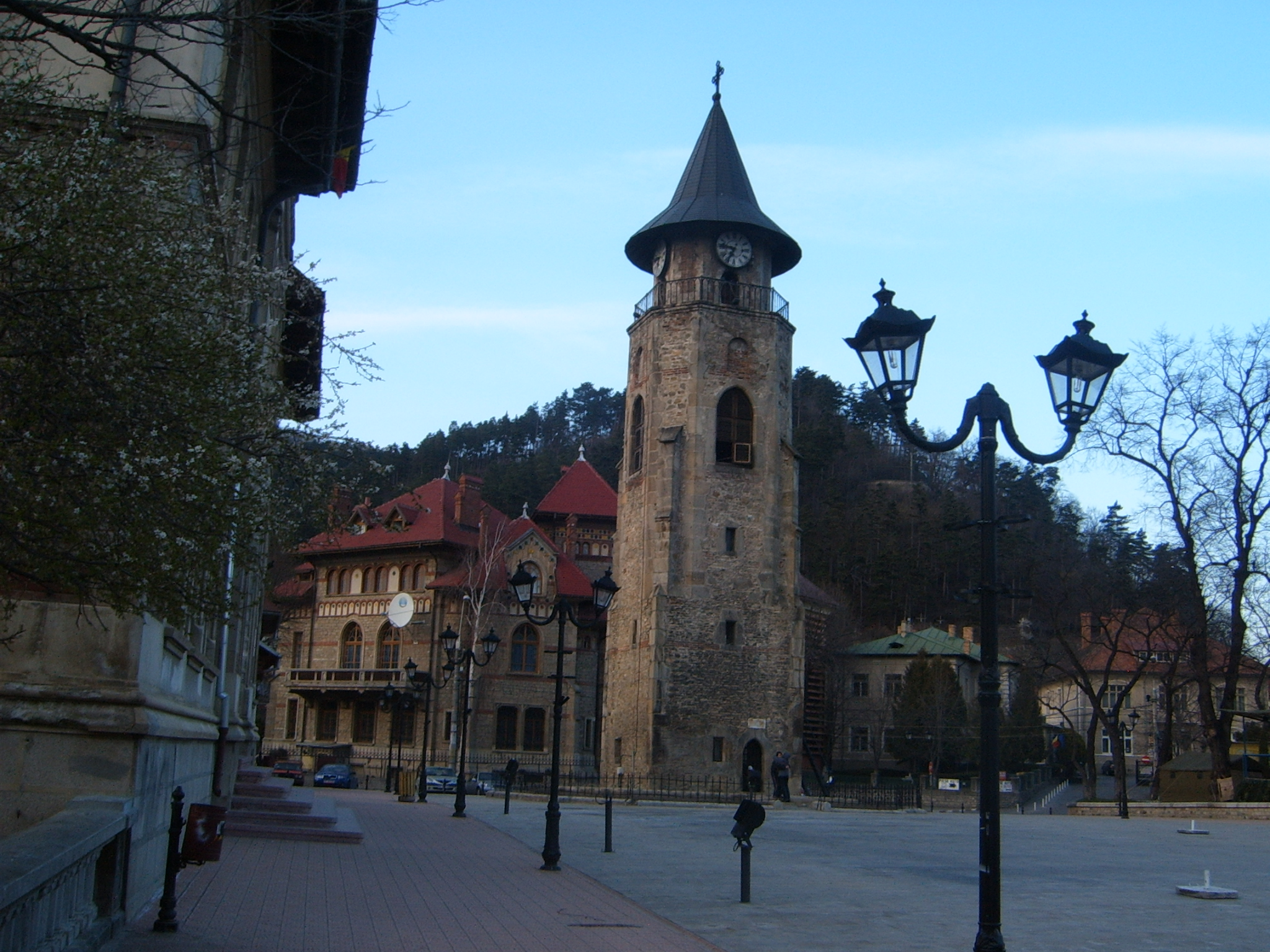
"Wieża Stefana"

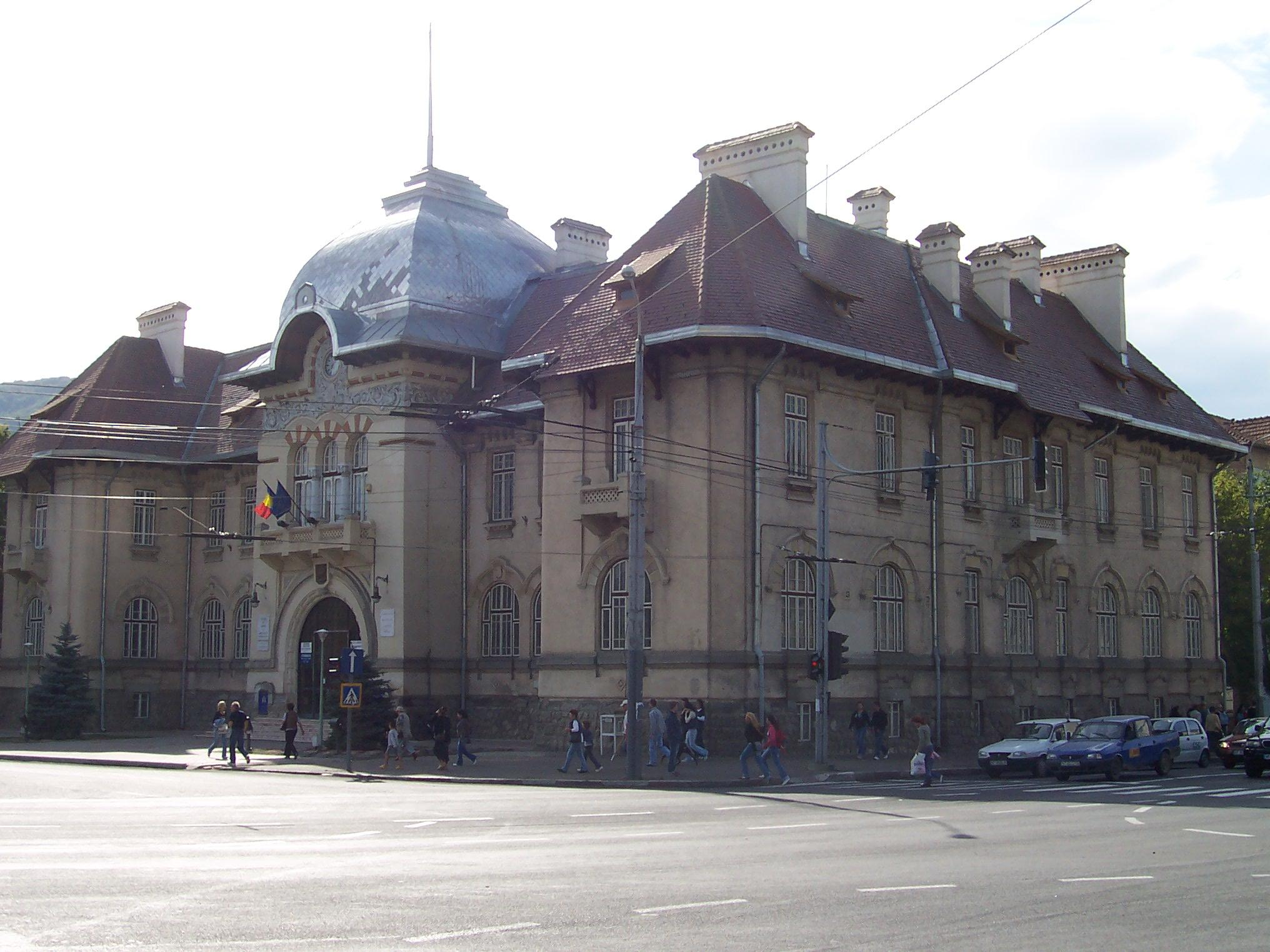
Muzeum Historii i Archeologii
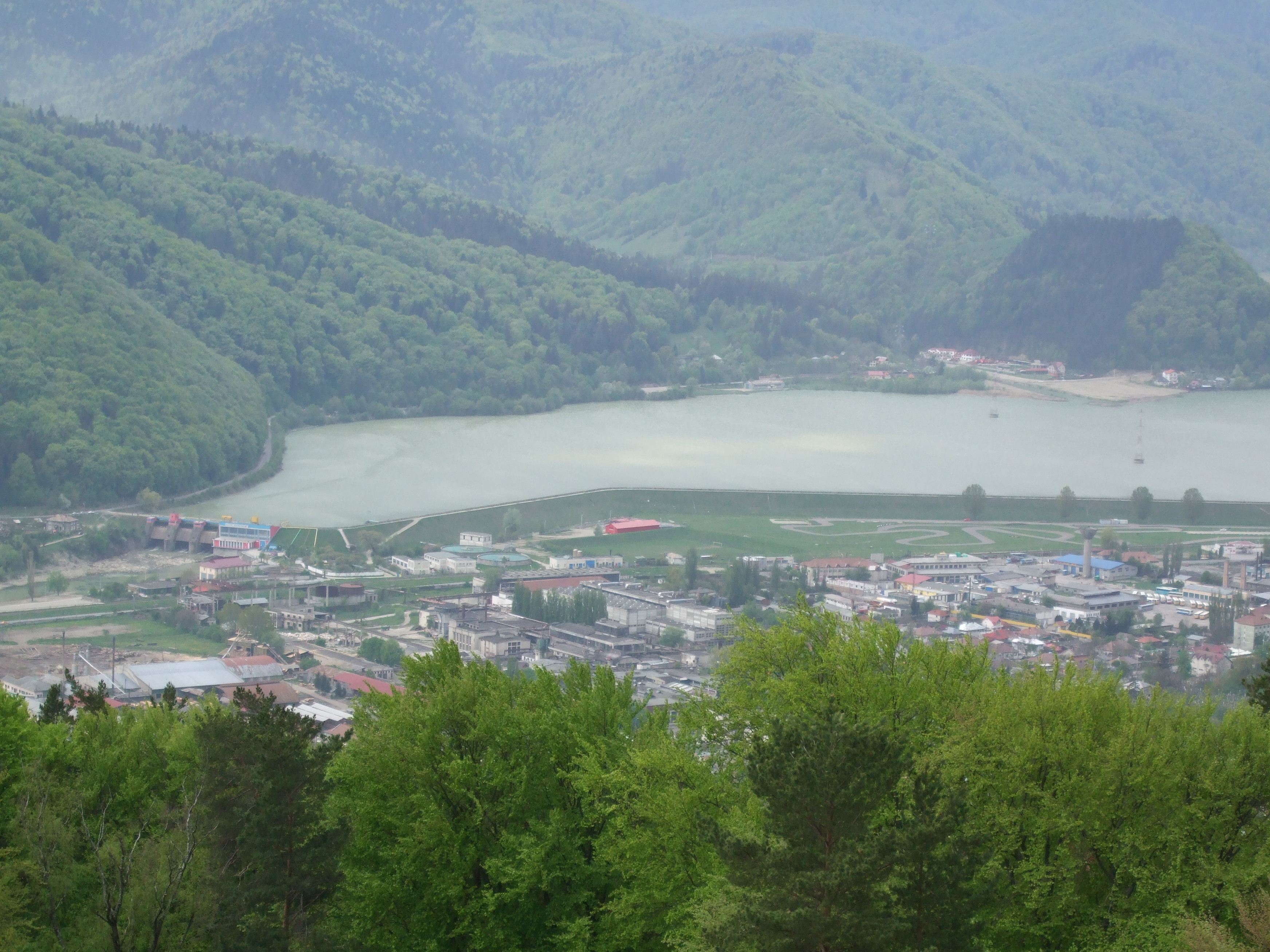
Piatra Neamț
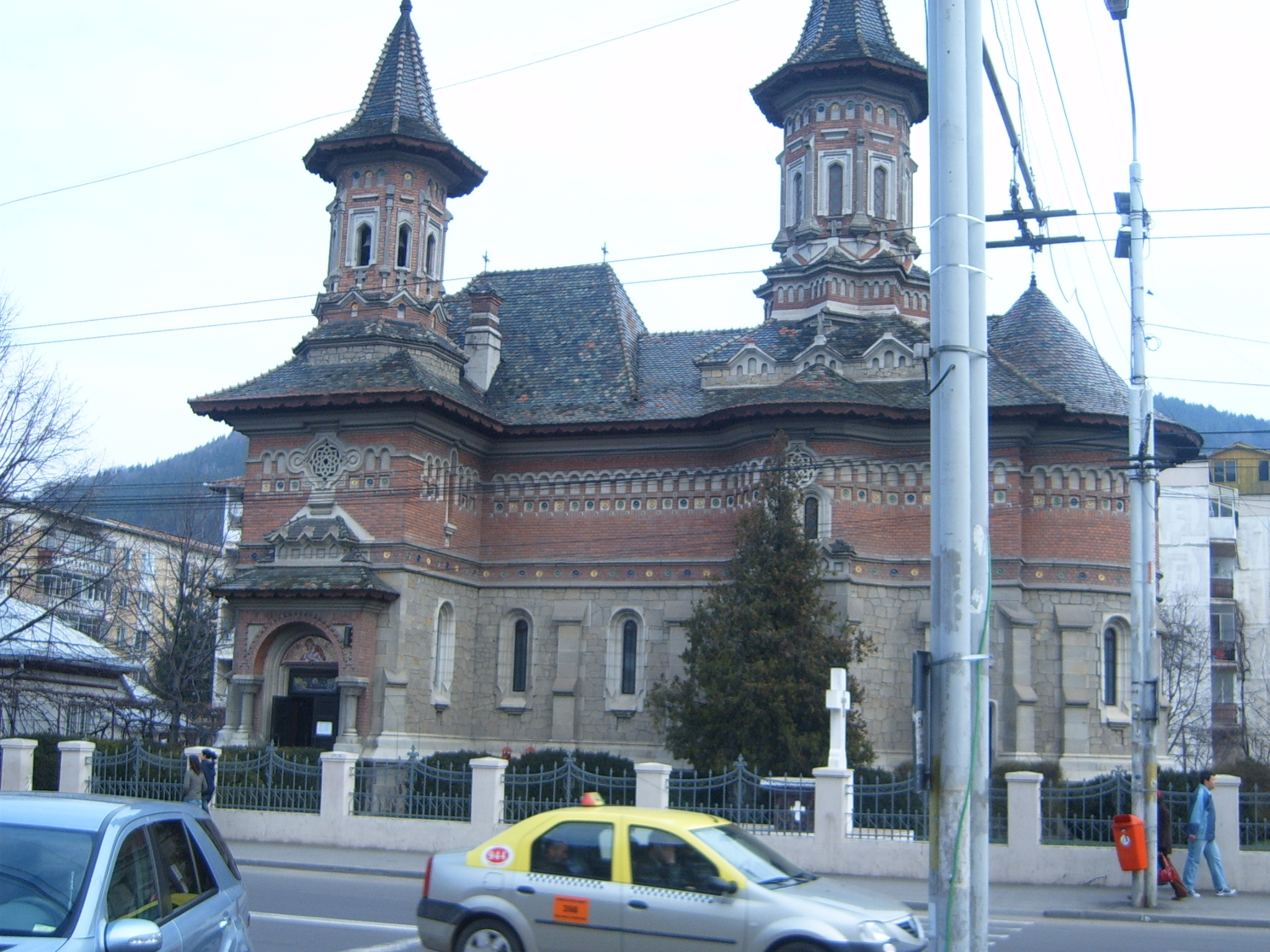
Cerkiew Matki Bożej